# Wanzia fako
Wanzia fako is een spinnensoort in de taxonomische indeling van de Cyatholipidae.
Het dier behoort tot het geslacht Wanzia. De wetenschappelijke naam van de soort werd voor het eerst geldig gepubliceerd in 1998 door Charles E. Griswold.